# Place Saint-Thomas
La place Saint-Thomas est une place du centre-ville de Strasbourg, située à proximité du quartier historique de la Petite France. Elle va de la rue Martin-Luther à la rue des Serruriers.

## Histoire

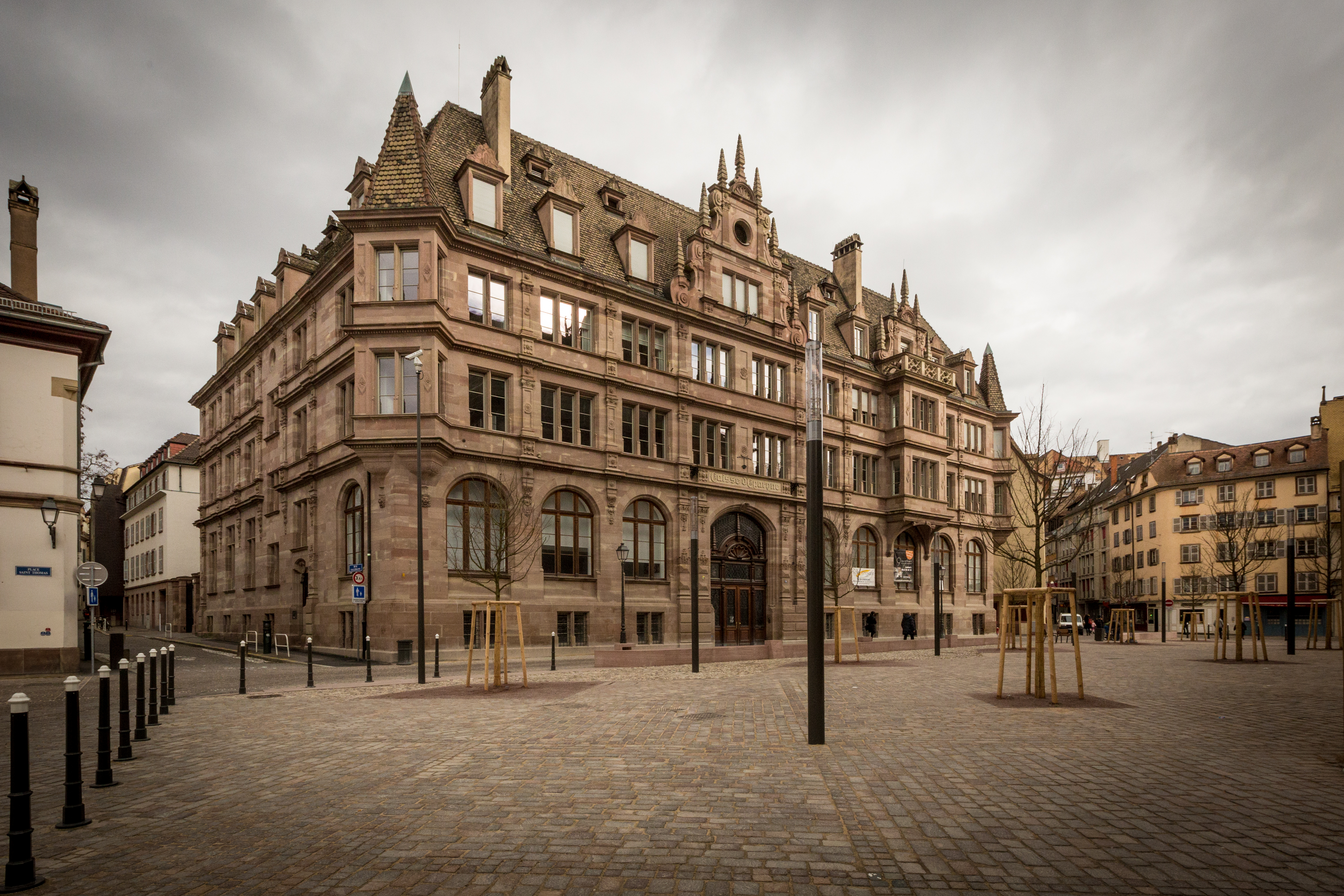
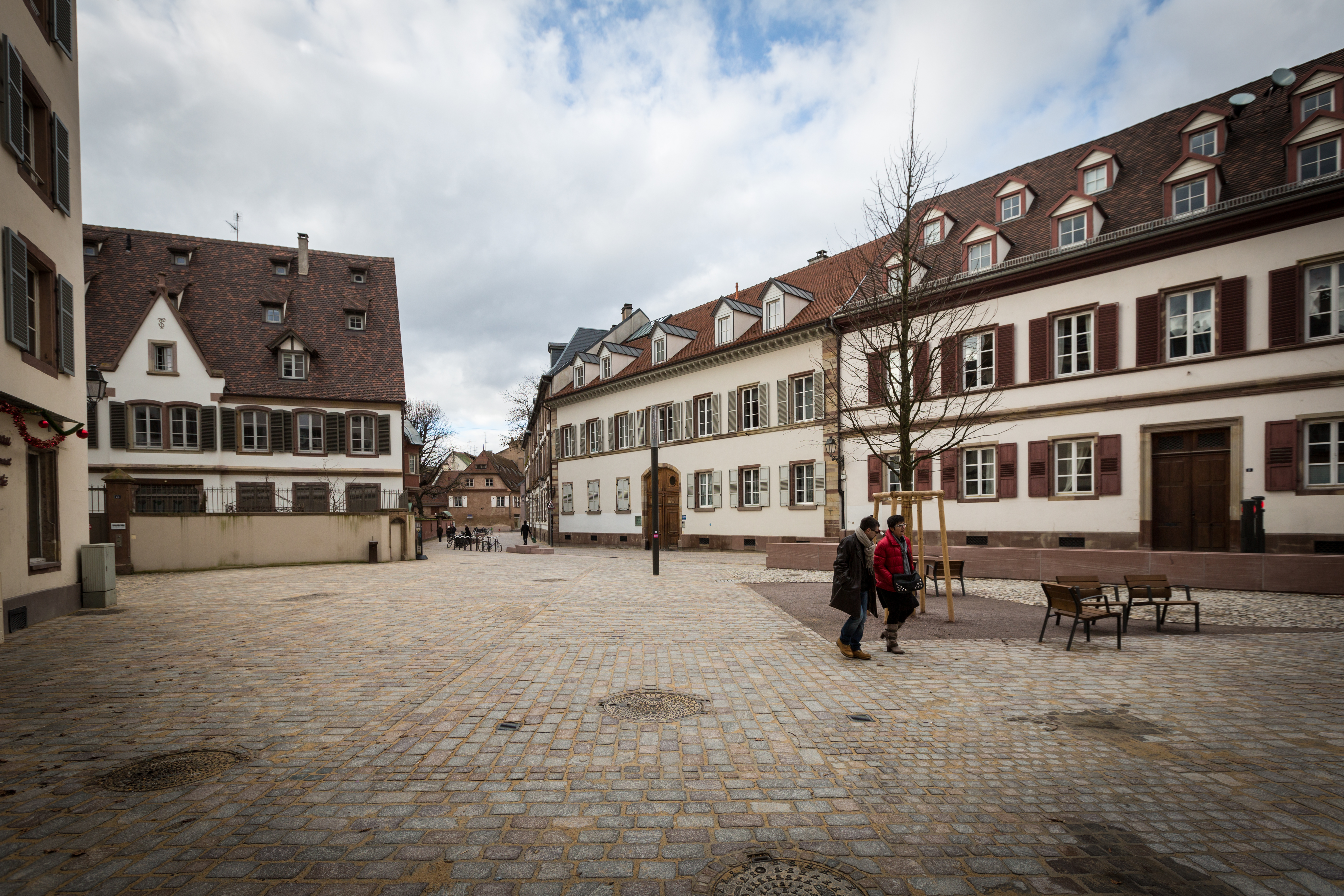

La place Saint-Thomas est réaménagée en 2013. Le parking a été supprimé, les huit anciens marronniers abattus et remplacés par neuf micocouliers de Virginie et un tilleul ; deux fontaines ont aussi été érigées.

Vues anciennes
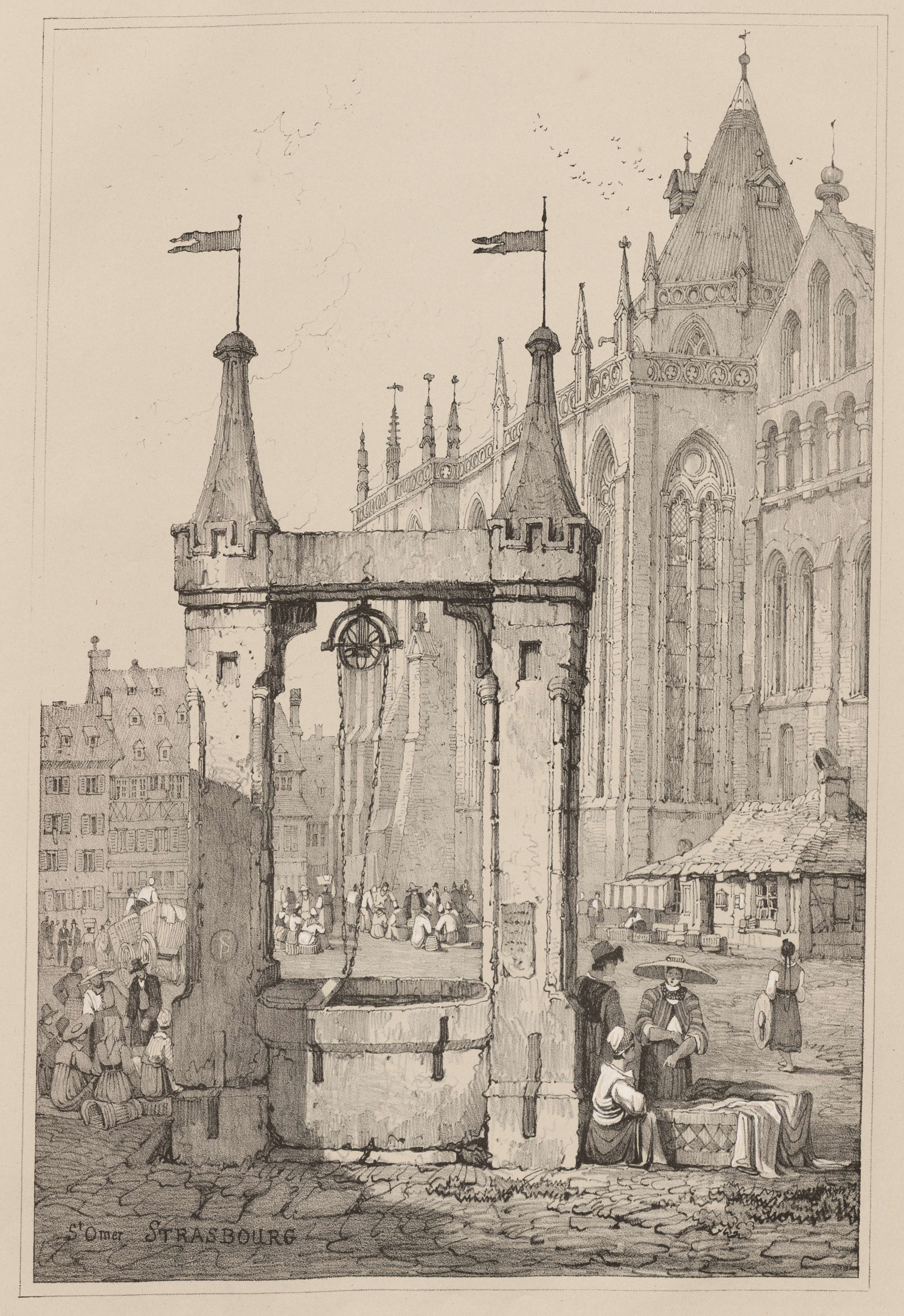
Fontaine disparue en 1853.
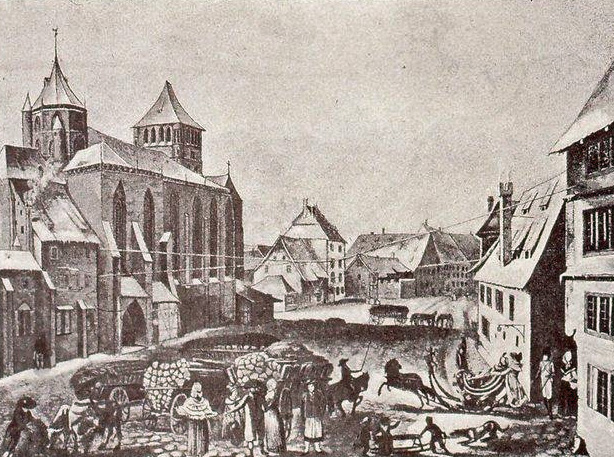
Vue de la place par Adolphe Seyboth (1891)
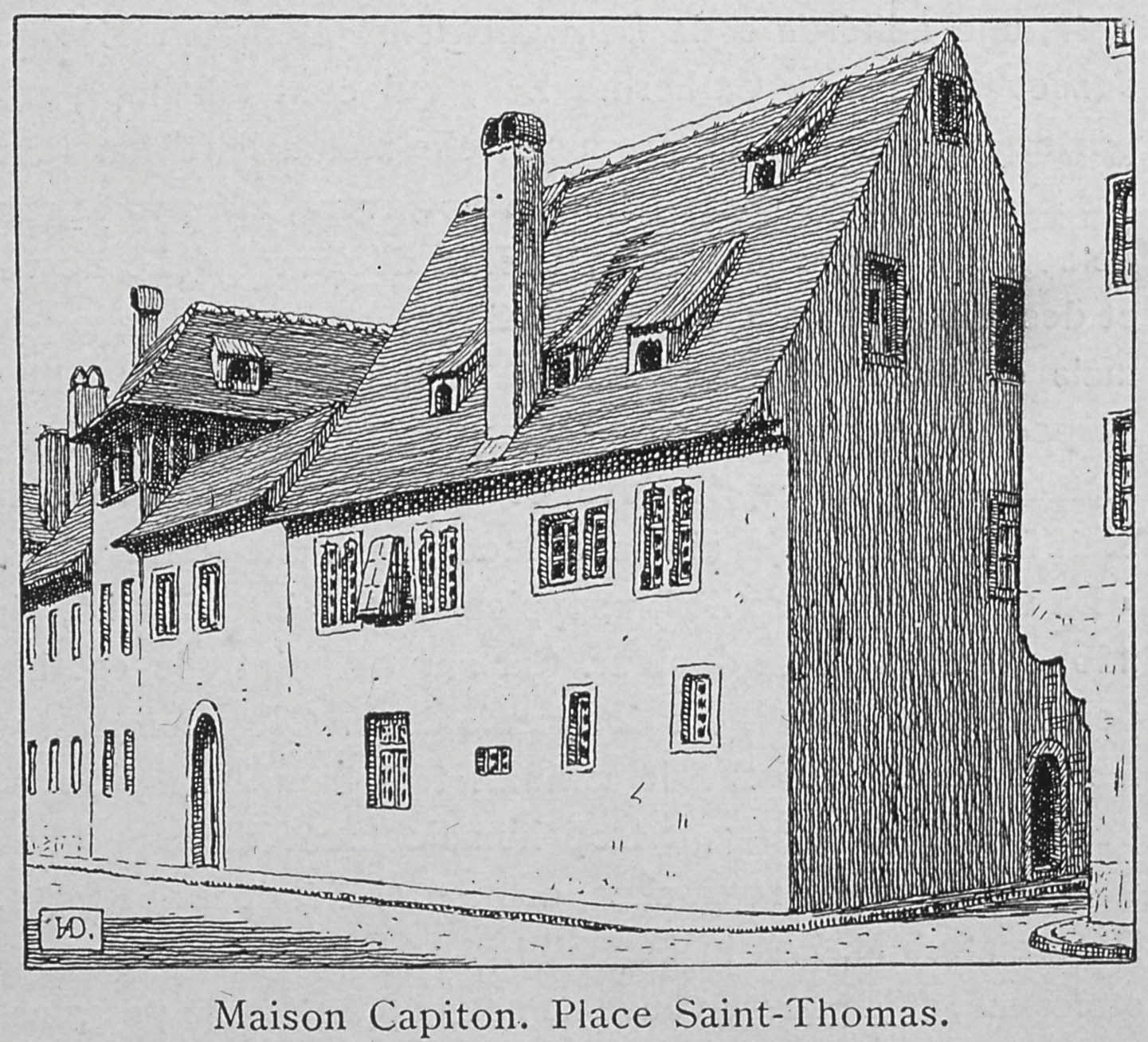
La maison Capiton.
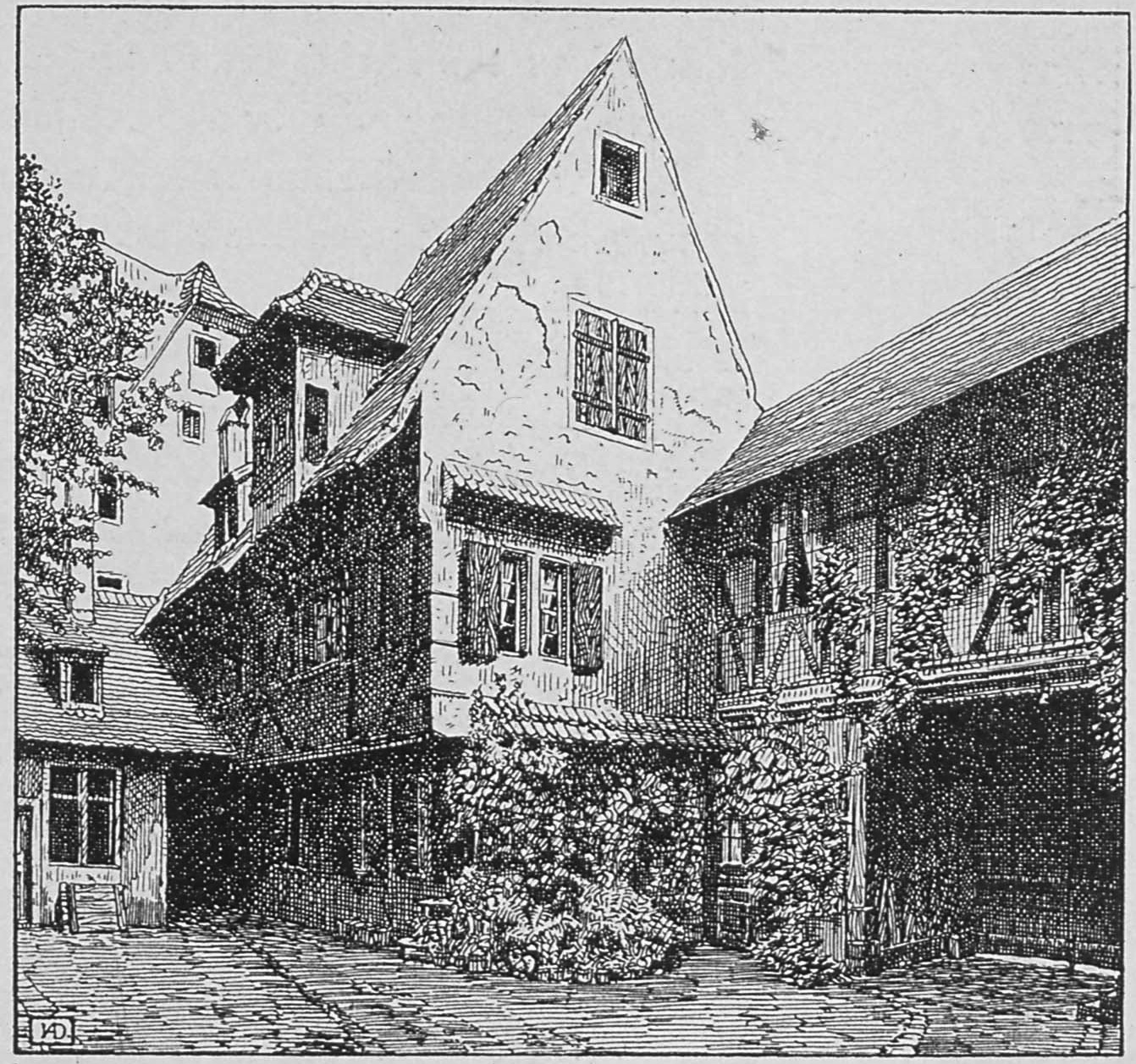
Cour intérieure de la maison Capiton.

La place réaménagée en 2013
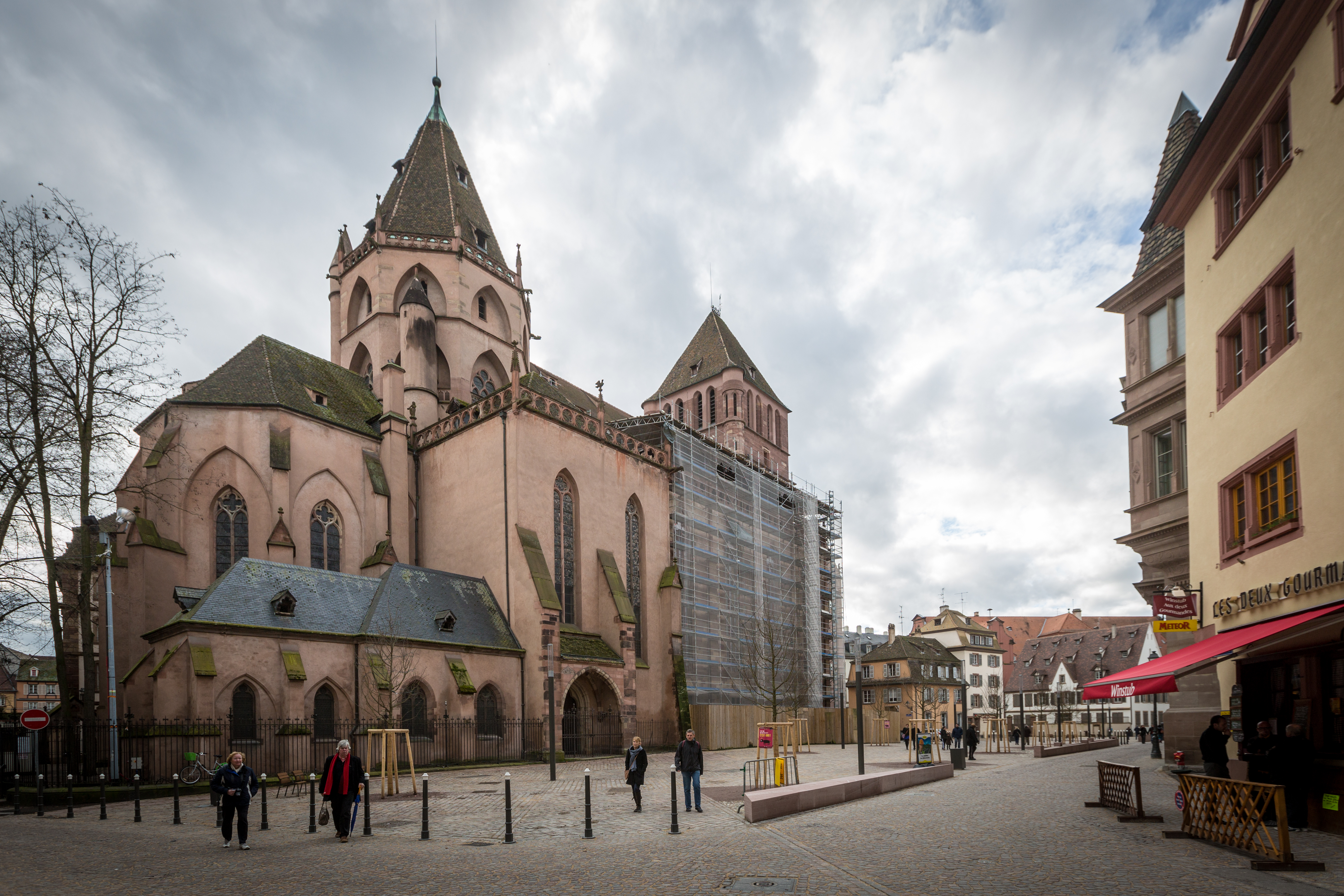
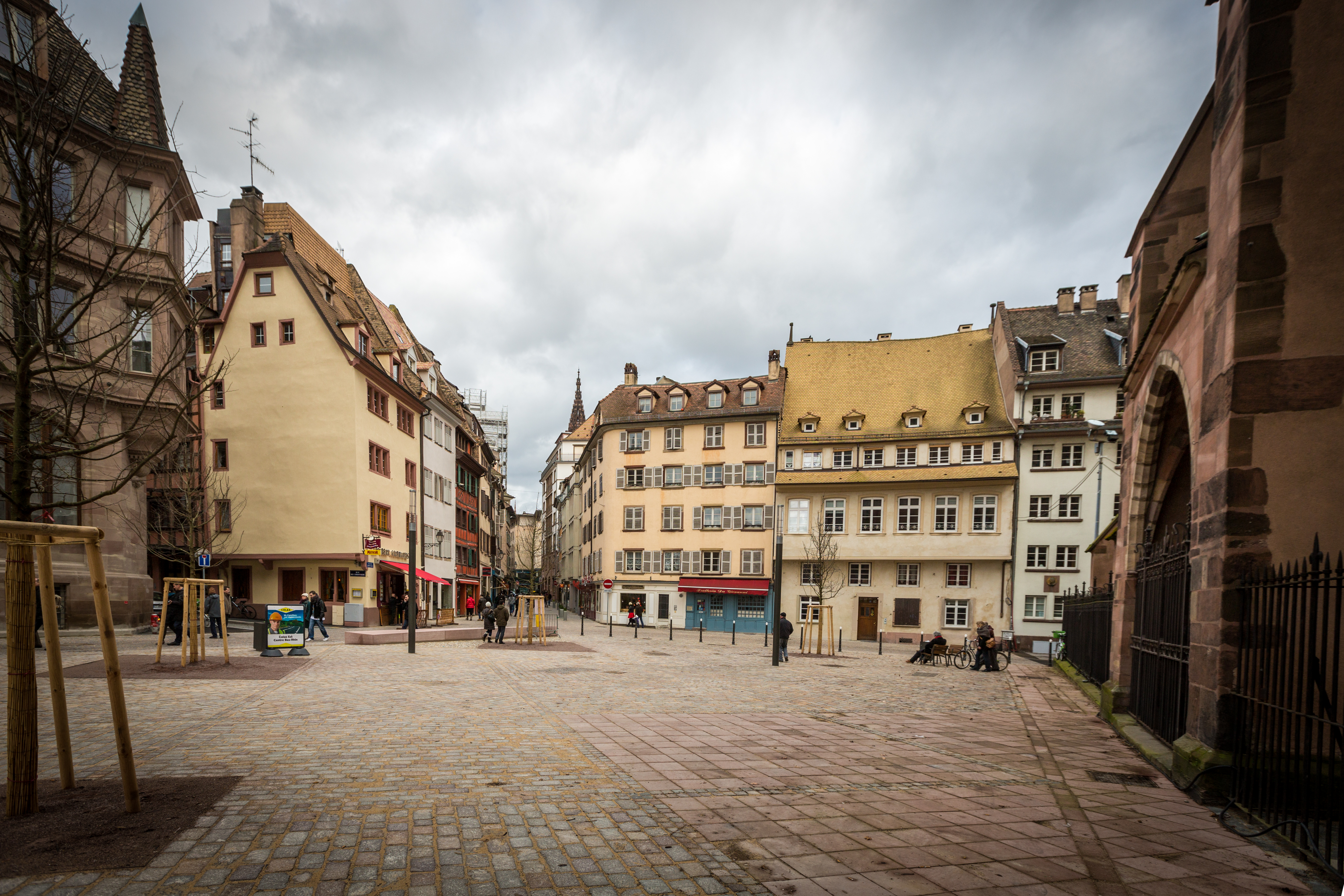

## Bâtiments remarquables

### Siège du Constofel Saint-Thomas
L’immeuble situé au numéro 2 a été construit vers 1348 afin de servir de siège au Constofel Saint-Thomas, association de patriciens et circonscription militaire, pour laquelle il sert de poêle (Stube), c’est-à-dire de lieu de réunion, de fête et de ralliement lorsque sonne le tocsin. À ce titre il se caractérise par la présence originelle à l’étage d’une grande salle aux murs couverts de lambris gothiques trilobés, dont une partie subsiste. Cette salle est remarquable par l’absence de supports intérieurs supportant le plafond, dont les entraits font seize mètres de long et qui est en réalité suspendu à des poutres longitudinales. Le rez-de-chaussée était très largement ouvert sur l’extérieur et constituait peut-être une écurie commune pour les membres du Constofel, qui avaient obligation d’entretenir des chevaux de guerre. Après la dissolution du Constoffel en 1444, l’immeuble est transformé à usage d’habitation et fait l’objet de nombreuses transformations par la suite ; la structure extérieure en pan de bois a ainsi été pour l’essentiel reconstruite entre les XVIIIe et XIXe siècles.